# 도호쿠 본선
도호쿠 본선(일본어: 東北本線 도호쿠혼센[*])은 동일본 여객철도의 철도 노선 중 하나이다. 일본 도쿄도 지요다구에 있는 도쿄역과 이와테현 모리오카시에 있는 모리오카역을 잇는다.

## 노선 정보
- 영업 거리:
  - 동일본 여객철도(제1종 철도사업자):
    - 도쿄역 - 모리오카역 535.3 km
    - 닛포리역 - 오쿠역 - 아카바네역 7.6 km
    - 이와키리역 - 리후역 4.2 km: 리후 지선
    - 나가마치역 - 미야기노 역 - 히가시센다이 6.6 km: 화물선
    - 아카바네 역 - 오미야역 18.0 km: 무사시 우라와 경유(통칭 사이쿄 선)

  - 일본화물철도:
    - 제1종 철도사업자 구간:
      - 다바타소 역 - 기타오지역 4.0 km: 통칭 기타오지 선

    - 제2종 철도사업자 구간:
      - 다바타역 - 모리오카 역 (528.2 km)
      - 하치노헤 역 - 아오모리 역 (96.0 km)
      - 나가마치 역 - 미야기노 역 - 히가시센다이역 (6.6 km)
- 궤간：1067 mm
- 역 수:
  - 여객역: 164(지선 포함, 기종점 제외)
  - 화물역: 7(여객 병설역 제외)
- 복선화 구간: 리후 지선을 제외한 전 구간
- 전철화 구간: 전 구간
  - 도쿄·우에노 ~ 구로이소 간(우쓰노미야 선): 직류 1,500 V
  - 구로이소 ~ 모리오카·하치노헤 ~ 아오모리 간: 교류 20,000 V 50Hz)
- 절연 장치가 설치된 역: 구로이소 역

### 역사
- 1962년 7월 1일: 이와키리~시나이누마 구간의 선로 이설. 이와키리~리후 구간은 지선화.
- 1968년 7월 21일: 노나이~아오모리 구간 이설. 나미우치 역, 우라마치 역 폐지.
- 2002년 12월 1일: 도호쿠 신칸센이 하치노헤 역까지 개통함에 따라, 도호쿠 본선의 모리오카 ~ 메토키 구간, 메토키 ~ 하치노헤 구간을 각각 IGR 이와테 은하 철도와 아오이모리 철도에 이관.
- 2010년 12월 4일: 도호쿠 신칸센이 신아오모리역까지 개통함에 따라 도호쿠 본선의 하치노헤 ~ 아오모리 구간을 아오이모리 철도에 이관.

## 역 목록
범례
●: 모든 열차 정차, ▲: 일부 열차 정차, ｜: 무정차 통과, ∥: 다른 노선 경유

### 도쿄 ~ 구로이소 구간
우쓰노미야선
| 역 이름                | 일본어 이름          | 거리 (km) | 우 | 쇼신           | 야                | 게도              | 사                | 소재지          | 소재지          | 소재지   |
| ---------------------- | -------------------- | --------- | -- | -------------- | ----------------- | ----------------- | ----------------- | --------------- | --------------- | -------- |
| 도쿄                   | 東京                 | 0.0       |    |                | ●                 | ●                 |                   | 도쿄도          | 지요다구        | 지요다구 |
| 간다                   | 神田                 | 1.3       | ●  | ●              |                   |                   |                   | 도쿄도          | 지요다구        | 지요다구 |
| 아키하바라             | 秋葉原               | 2.0       | ●  | ●              |                   |                   |                   | 도쿄도          | 지요다구        | 지요다구 |
| 오카치마치             | 御徒町               | 3.0       | ●  | ●              | 다이토구          | 다이토구          |                   | 도쿄도          |                 |          |
| 우에노                 | 上野                 | 3.6       | ●  | ●              | 다이토구          | 다이토구          | ●                 | 도쿄도          |                 |          |
| 오쿠                   | 尾久                 | 8.4       | ●  | ∥              | ∥                 | 기타구            | 기타구            | 도쿄도          |                 |          |
| 우구이스다니           | 鶯谷                 | 4.7       | ∥  | ●              | ●                 | 다이토 구         | 다이토 구         | 도쿄도          |                 |          |
| 닛포리                 | 日暮里               | 5.8       | ∥  | ●              | ●                 | 아라카와구        | 아라카와구        | 도쿄도          |                 |          |
| 니시닛포리             | 西日暮里             | 6.3       | ∥  | ●              | ●                 | 아라카와구        | 아라카와구        | 도쿄도          |                 |          |
| 다바타                 | 田端                 | 7.1       | ∥  | ●              | ●                 | 기타 구           | 기타 구           | 도쿄도          |                 |          |
| 가미나카자토           | 上中里               | 8.8       | ∥  | ｜             |                   | 기타 구           | 기타 구           | 도쿄도          | ●               |          |
| 오지                   | 王子                 | 9.9       | ∥  | ｜             | ●                 | 기타 구           | 기타 구           | 도쿄도          |                 |          |
| 히가시주조             | 東十条               | 11.4      | ∥  | ｜             | ●                 | 기타 구           | 기타 구           | 도쿄도          |                 |          |
| 아카바네               | 赤羽                 | 13.2 13.4 | ●  | ●              | ●                 | 기타 구           | 기타 구           | 도쿄도          | ●               |          |
| 가와구치               | 川口                 | 15.8      | ｜ | ｜             | ●                 | ∥                 | 사이타마현        | 가와구치시      | 가와구치시      |          |
| 니시카와구치           | 西川口               | 17.8      | ｜ | ｜             | ●                 | ∥                 | 사이타마현        | 가와구치시      | 가와구치시      |          |
| 와라비                 | 蕨                   | 19.7      | ｜ | ｜             | ●                 | ∥                 | 사이타마현        | 와라비시        | 와라비시        |          |
| 미나미우라와           | 南浦和               | 22.5      | ｜ | ｜             | ●                 | ∥                 | 사이타마현        | 사이타마시      | 미나미구        |          |
| 우라와                 | 浦和                 | 24.1      | ●  | ●              | ●                 | ∥                 | 사이타마현        | 사이타마시      | 우라와구        |          |
| 기타우라와             | 北浦和               | 25.9      | ｜ | ｜             | ●                 | ∥                 | 사이타마현        | 사이타마시      | 우라와구        |          |
| 요노                   | 与野                 | 27.5      | ｜ | ｜             | ●                 | ∥                 | 사이타마현        | 사이타마시      | 우라와구        |          |
| 사이타마신토신         | さいたま新都心       | 28.6      | ●  | ｜             | ●                 | ∥                 | 사이타마현        | 사이타마시      | 오미야구        |          |
| 기타아카바네           | 北赤羽               | 14.7      | ∥  | ∥              | ∥                 | ●                 | 도쿄 도 기타 구   | 도쿄 도 기타 구 | 도쿄 도 기타 구 |          |
| 우키마후나도           | 浮間舟渡             | 16.3      | ∥  | ∥              | ∥                 | ●                 | 도쿄 도 기타 구   | 도쿄 도 기타 구 | 도쿄 도 기타 구 |          |
| 도다코엔               | 戸田公園             | 18.7      | ∥  | ∥              | ∥                 | ●                 | 사이타마 현       | 도다시          | 도다시          |          |
| 도다                   | 戸田                 | 20.0      | ∥  | ∥              | ∥                 | ●                 | 사이타마 현       | 도다시          | 도다시          |          |
| 기타토다               | 北戸田               | 21.4      | ∥  | ∥              | ∥                 | ●                 | 사이타마 현       | 도다시          | 도다시          |          |
| 무사시우라와           | 武蔵浦和             | 23.8      | ∥  | ∥              | ∥                 | ●                 | 사이타마 현       | 사이타마 시     | 미나미 구       |          |
| 나카우라와             | 中浦和               | 25.2      | ∥  | ∥              | ∥                 | ●                 | 사이타마 현       | 사이타마 시     | 미나미 구       |          |
| 미나미요노             | 南与野               | 26.9      | ∥  | ∥              | ∥                 | ●                 | 사이타마 현       | 사이타마 시     | 주오구          |          |
| 요노혼마치             | 与野本町             | 28.5      | ∥  | ∥              | ∥                 | ●                 | 사이타마 현       | 사이타마 시     | 주오구          |          |
| 기타요노               | 北与野               | 29.6      | ∥  | ∥              | ∥                 | ●                 | 사이타마 현       | 사이타마 시     | 주오구          |          |
| 오미야                 | 大宮                 | 30.2 31.4 | ●  | ●              | ●                 | ●                 | 사이타마 현       | 사이타마 시     | 오미야 구       |          |
| 도로                   | 土呂                 | 33.2      | ●  | ●              |                   |                   | 사이타마 현       | 사이타마 시     | 기타구          |          |
| 히가시오미야           | 東大宮               | 35.3      | ●  | ●              | 미누마구          |                   | 사이타마 현       | 사이타마 시     |                 |          |
| 하스다                 | 蓮田                 | 39.1      | ●  | ●              | 하스다시          | 하스다시          | 사이타마 현       |                 |                 |          |
| 시라오카               | 白岡                 | 43.4      | ●  | ●              | 미나미사이타마군  | 시라오카정        | 사이타마 현       |                 |                 |          |
| 신시라오카             | 新白岡               | 45.8      | ●  | ●              | 미나미사이타마군  | 시라오카정        | 사이타마 현       |                 |                 |          |
| 구키                   | 久喜                 | 48.8      | ●  | ●              | 구키시            | 구키시            | 사이타마 현       |                 |                 |          |
| 히가시와시노미야       | 東鷲宮               | 51.5      | ●  | ●              | 구키시            | 구키시            | 사이타마 현       |                 |                 |          |
| 구리하시               | 栗橋                 | 57.1      | ●  | ●              | 구키시            | 구키시            | 사이타마 현       |                 |                 |          |
| 고가                   | 古河                 | 64.6      | ●  | ●              | 이바라키현 고가시 | 이바라키현 고가시 | 이바라키현 고가시 |                 |                 |          |
| 노기                   | 野木                 | 69.3      | ●  | ●              | 도치기현          | 시모쓰가군        | 노기정            |                 |                 |          |
| 마마다                 | 間々田               | 73.2      | ●  | ●              | 도치기현          | 오야마시          | 오야마시          |                 |                 |          |
| 오야마                 | 小山                 | 80.5      | ●  | ●              | 도치기현          | 오야마시          | 오야마시          |                 |                 |          |
| 고가네이               | 小金井               | 88.0      | ●  | ●              | 도치기현          | 시모쓰케시        | 시모쓰케시        |                 |                 |          |
| 지치이다이             | 自治医大             | 90.2      | ●  | ●              | 도치기현          | 시모쓰케시        | 시모쓰케시        |                 |                 |          |
| 이시바시               | 石橋                 | 94.9      | ●  | ●              | 도치기현          | 시모쓰케시        | 시모쓰케시        |                 |                 |          |
| 우쓰노미야 화물 터미널 | 宇都宮貨物ターミナル | 96.1      | ｜ | ｜             | 도치기현          | 가와치군          | 가미노카와정      |                 |                 |          |
| 스즈메노미야           | 雀宮                 | 101.3     | ●  | ●              | 도치기현          | 우쓰노미야시      | 우쓰노미야시      |                 |                 |          |
| 우쓰노미야             | 宇都宮               | 109.0     | ●  | ●              | 도치기현          | 우쓰노미야시      | 우쓰노미야시      |                 |                 |          |
| 오카모토               | 岡本                 | 115.2     | ●  |                | 도치기현          | 우쓰노미야시      | 우쓰노미야시      |                 |                 |          |
| 호샤쿠지               | 宝積寺               | 120.7     | ●  | 시오야군       | 도치기현          | 다카네자와정      |                   |                 |                 |          |
| 우지이에               | 氏家                 | 126.6     | ●  | 사쿠라시       | 사쿠라시          |                   |                   |                 |                 |          |
| 가마스사카             | 蒲須坂               | 131.1     | ●  | 사쿠라시       | 사쿠라시          |                   |                   |                 |                 |          |
| 가타오카               | 片岡                 | 135.0     | ●  | 야이타시       | 야이타시          |                   |                   |                 |                 |          |
| 야이타                 | 矢板                 | 141.3     | ●  | 야이타시       | 야이타시          |                   |                   |                 |                 |          |
| 노자키                 | 野崎                 | 146.1     | ●  | 오타와라시     | 오타와라시        |                   |                   |                 |                 |          |
| 니시나스노             | 西那須野             | 151.3     | ●  | 나스시오바라시 | 나스시오바라시    |                   |                   |                 |                 |          |
| 나스시오바라           | 那須塩原             | 157.3     | ●  | 나스시오바라시 | 나스시오바라시    |                   |                   |                 |                 |          |
| 구로이소               | 黒磯                 | 162.8     | ●  | 나스시오바라시 | 나스시오바라시    |                   |                   |                 |                 |          |

자세한 내용:
- 중거리 전철은 우쓰노미야 선, 신주쿠역을 거쳐 요코스카 선·도카이도 선으로 직결 운전을 하는 열차는 쇼난 신주쿠 라인을, 우에노역과 도쿄역을 거쳐 도카이도 선으로 직결 운전을 하는 열차는 우에노 도쿄 라인을 참조하라.
- 전차특정구간내 각역정차(쾌속열차)는 야마노테 선·게이힌 도호쿠 선·사이쿄 선을 참조하라.

이 구간 내의 화물 전용역·조차장
(화물)다바타소 역(도쿄역에서 7.1 km, 다바타역과 동일역 취급) - 오미야 조차장(29.4 km)

### 구로이소 ~ 모리오카 구간
| 역명                 | 일본어 역명        | 쾌속                                    | 접속 노선                                                                                    | 영업 거리                 | 소재지                  | 소재지 | 소재지          |
| -------------------- | ------------------ | --------------------------------------- | -------------------------------------------------------------------------------------------- | ------------------------- | ----------------------- | --- | --------------- |
| 구로이소             | 黒磯               |                                         | 우에노 방면                                                                                  | 163.3                     | 도치기현                | 나스시오바라시                                                                                              | 나스시오바라시  |
| 다카쿠               | 高久               |                                         | 167.3                                                                                        | 나스군 나스정             | 나스군 나스정           | |                 |
| 구로다하라           | 黒田原             | 171.5                                   |                                                                                              | 나스군 나스정             | 나스군 나스정           | |                 |
| 도요하라             | 豊原               | 176.7                                   |                                                                                              | 나스군 나스정             | 나스군 나스정           | |                 |
| 시라사카             | 白坂               | 182.0                                   | 후쿠시마현                                                                                   | 시라카와시                | 시라카와시              | |                 |
| 신시라카와           | 新白河             | 도호쿠 신칸센                           | 후쿠시마현                                                                                   | 185.4                     | 니시시라카와군 니시고촌 | 니시시라카와군 니시고촌                                                                                     |                 |
| 시라카와             | 白河               |                                         | 후쿠시마현                                                                                   | 188.2                     | 시라카와 시             | 시라카와 시                                                                                                 |                 |
| 구타노               | 久田野             | 192.9                                   | 후쿠시마현                                                                                   |                           | 시라카와 시             | 시라카와 시                                                                                                 |                 |
| 이즈미자키           | 泉崎               | 197.4                                   | 후쿠시마현                                                                                   | 니시시라카와 군           | 이즈미자키촌            | |                 |
| 야부키               | 矢吹               | 203.4                                   | 후쿠시마현                                                                                   | 니시시라카와 군           | 야부키정                | |                 |
| 가가미이시           | 鏡石               | 208.8                                   | 후쿠시마현                                                                                   | 이와세군 가가미이시정     | 이와세군 가가미이시정   | |                 |
| 스카가와             | 須賀川             | 215.1                                   | 후쿠시마현                                                                                   | 스카가와시                | 스카가와시              | |                 |
| 아사카나가모리       | 安積永盛           | 스이군선                                | 후쿠시마현                                                                                   | 221.8                     | 고리야마시              | 고리야마시                                                                                                  |                 |
| 고리야마 화물 터미널 | 郡山貨物ターミナル |                                         | 후쿠시마현                                                                                   | 223.4                     | 고리야마시              | 고리야마시                                                                                                  |                 |
| 고리야마             | 郡山               | 도호쿠 신칸센, 반에쓰 동선, 반에쓰 서선 | 후쿠시마현                                                                                   | 226.7                     | 고리야마시              | 고리야마시                                                                                                  |                 |
| 히와다               | 日和田             |                                         | 후쿠시마현                                                                                   | 232.4                     | 고리야마시              | 고리야마시                                                                                                  |                 |
| 고햐쿠가와           | 五百川             | 236.9                                   | 후쿠시마현                                                                                   | 모토미야시                | 모토미야시              | |                 |
| 모토미야             | 本宮               | 240.7                                   | 후쿠시마현                                                                                   | 모토미야시                | 모토미야시              | |                 |
| 스기타               | 杉田               | 246.6                                   | 후쿠시마현                                                                                   | 니혼마쓰시                | 니혼마쓰시              | |                 |
| 니혼마쓰             | 二本松             | 250.3                                   | 후쿠시마현                                                                                   | 니혼마쓰시                | 니혼마쓰시              | |                 |
| 아다치               | 安達               | 254.5                                   | 후쿠시마현                                                                                   | 니혼마쓰시                | 니혼마쓰시              | |                 |
| 마쓰카와             | 松川               | 259.5                                   | 후쿠시마현                                                                                   | 후쿠시마시                | 후쿠시마시              | |                 |
| 가나야가와           | 金谷川             | 264.0                                   | 후쿠시마현                                                                                   | 후쿠시마시                | 후쿠시마시              | |                 |
| 미나미후쿠시마       | 南福島             | 269.4                                   | 후쿠시마현                                                                                   | 후쿠시마시                | 후쿠시마시              | |                 |
| 후쿠시마             | 福島               | ●                                       | 후쿠시마현                                                                                   | 후쿠시마시                | 후쿠시마시              | 도호쿠 신칸센, 오우 본선(야마가타 신칸센·야마가타 선) 아부쿠마 급행 아부쿠마 급행선 후쿠시마 교통 이자카 선 | 272.8           |
| 히가시후쿠시마       | 東福島             | ●                                       | 후쿠시마현                                                                                   | 후쿠시마시                | 후쿠시마시              | | 278.8           |
| 다테                 | 伊達               | ●                                       | 후쿠시마현                                                                                   | 281.9                     | 다테시                  | 다테시 |                 |
| 고오리               | 桑折               | ●                                       | 후쿠시마현                                                                                   | 285.9                     | 다테군                  | 고리정 |                 |
| 후지타               | 藤田               | ●                                       | 후쿠시마현                                                                                   | 289.3                     | 다테군                  | 구니미정 |                 |
| 가이다               | 貝田               | ｜                                      | 후쿠시마현                                                                                   | 294.9                     | 다테군                  | 구니미정 |                 |
| 고스고               | 越河               | ｜                                      | 298.6                                                                                        | 미야기현                  | 시로이시시              | 시로이시시                                                                                                  |                 |
| 시로이시             | 白石               | ●                                       | 306.8                                                                                        | 미야기현                  | 시로이시시              | 시로이시시                                                                                                  |                 |
| 히가시시로이시       | 東白石             | ｜                                      | 311.0                                                                                        | 미야기현                  | 시로이시시              | 시로이시시                                                                                                  |                 |
| 기타시라카와         | 北白川             | ｜                                      | 315.3                                                                                        | 미야기현                  | 시로이시시              | 시로이시시                                                                                                  |                 |
| 오가와라             | 大河原             | ●                                       | 320.1                                                                                        | 미야기현                  | 시바타군                | 오가와라정                                                                                                  |                 |
| 후나오카             | 船岡               | ●                                       | 323.1                                                                                        | 미야기현                  | 시바타군                | 시바타정 |                 |
| 쓰키노키             | 槻木               | ●                                       | 아부쿠마 급행 아부쿠마 급행선                                                                | 미야기현                  | 시바타군                | 시바타정 | 327.7           |
| 이와누마             | 岩沼               | ●                                       | 조반선                                                                                       | 미야기현                  | 334.2                   | 이와누마시                                                                                                  | 이와누마시      |
| 다테코시             | 館腰               | ｜                                      |                                                                                              | 미야기현                  | 337.9                   | 나토리시 | 나토리시        |
| 나토리               | 名取               | ●                                       | 센다이 공항철도 센다이 공항선                                                                | 미야기현                  | 341.9                   | 나토리시 | 나토리시        |
| 미나미센다이         | 南仙台             | ｜                                      |                                                                                              | 미야기현                  | 344.1                   | 센다이시 | 다이하쿠구      |
| 다이시도             | 太子堂             | ｜                                      | 346.3                                                                                        | 미야기현                  |                         | 센다이시 | 다이하쿠구      |
| 나가마치             | 長町               | ｜                                      | 센다이 시 교통국 지하철 난보쿠 선                                                            | 미야기현                  | 347.3                   | 센다이시 | 다이하쿠구      |
| 센다이               | 仙台               | ●                                       | 도호쿠 신칸센, 센세키 선, 센잔 선 센다이 시 교통국 지하철 난보쿠 선                          | 미야기현                  | 351.8                   | 센다이시 | 아오바구        |
| 히가시센다이         | 東仙台             | ｜                                      |                                                                                              | 미야기현                  | 355.8                   | 센다이시 | 미야기노구      |
| 이와키리             | 岩切               | ｜                                      | 리후 지선                                                                                    | 미야기현                  | 359.9                   | 센다이시 | 미야기노구      |
| 리쿠젠산노           | 陸前山王           | ｜                                      |                                                                                              | 미야기현                  | 362.2                   | 다가조시 | 다가조시        |
| 고쿠후타가조         | 国府多賀城         | ｜                                      | 363.5                                                                                        | 미야기현                  |                         | 다가조시 | 다가조시        |
| 시오가마             | 塩釜               | ｜                                      | 365.2                                                                                        | 미야기현                  | 시오가마시              | 시오가마시                                                                                                  |                 |
| 마쓰시마             | 松島               | ｜                                      | 375.2                                                                                        | 미야기현                  | 미야기군 마쓰시마정     | 미야기군 마쓰시마정                                                                                         |                 |
| 아타고               | 愛宕               | ｜                                      | 377.2                                                                                        | 미야기현                  | 미야기군 마쓰시마정     | 미야기군 마쓰시마정                                                                                         |                 |
| 시나이누마           | 品井沼             | ｜                                      | 381.6                                                                                        | 미야기현                  | 미야기군 마쓰시마정     | 미야기군 마쓰시마정                                                                                         |                 |
| 가시마다이           | 鹿島台             | ｜                                      | 386.6                                                                                        | 미야기현                  | 오사키시                | 오사키시 |                 |
| 마쓰야마마치         | 松山町             | ｜                                      | 391.5                                                                                        | 미야기현                  | 오사키시                | 오사키시 |                 |
| 고고타               | 小牛田             | ●                                       | 이시노마키 선, 리쿠우토 선                                                                   | 미야기현                  | 395.0                   | 도다군 미사토정                                                                                             | 도다군 미사토정 |
| 다지리               | 田尻               |                                         |                                                                                              | 미야기현                  | 401.1                   | 오사키 시                                                                                                   | 오사키 시       |
| 세미네               | 瀬峰               | 407.8                                   | 구리하라시                                                                                   | 구리하라시                |                         | |                 |
| 우메가사와           | 梅ヶ沢             | 411.5                                   | 도메시                                                                                       | 도메시                    |                         | |                 |
| 닛타                 | 新田               | 416.2                                   | 도메시                                                                                       | 도메시                    |                         | |                 |
| 이시코시             | 石越               | 423.5                                   | 도메시                                                                                       | 도메시                    |                         | |                 |
| 유시마               | 油島               | 427.0                                   | 이와테현 이치노세키시                                                                        | 이와테현 이치노세키시     | 이와테현 이치노세키시   | |                 |
| 하나이즈미           | 花泉               | 431.2                                   | 이와테현 이치노세키시                                                                        | 이와테현 이치노세키시     | 이와테현 이치노세키시   | |                 |
| 시미즈하라           | 清水原             | 434.4                                   | 이와테현 이치노세키시                                                                        | 이와테현 이치노세키시     | 이와테현 이치노세키시   | |                 |
| 아리카베             | 有壁               | 437.8                                   | 미야기현 구리하라 시                                                                         | 미야기현 구리하라 시      | 미야기현 구리하라 시    | |                 |
| 이치노세키           | 一ノ関             | 도호쿠 신칸센, 오후나토 선              | 445.1                                                                                        | 이와테현                  | 이치노세키 시           | 이치노세키 시                                                                                               |                 |
| 야마노메             | 山ノ目             |                                         | 448.0                                                                                        | 이와테현                  | 이치노세키 시           | 이치노세키 시                                                                                               |                 |
| 히라이즈미           | 平泉               | 452.3                                   | 니시이와이군 히라이즈미정                                                                    | 니시이와이군 히라이즈미정 |                         | |                 |
| 마에사와             | 前沢               | 459.9                                   | 오슈시                                                                                       | 오슈시                    |                         | |                 |
| 리쿠추오리이         | 陸中折居           | 465.1                                   | 오슈시                                                                                       | 오슈시                    |                         | |                 |
| 미즈사와             | 水沢               | ●                                       | 오슈시                                                                                       | 오슈시                    | 470.1                   | |                 |
| 가네가사키           | 金ヶ崎             | ｜                                      | 477.7                                                                                        | 이사와군 가네가사키정     | 이사와군 가네가사키정   | |                 |
| 로쿠하라             | 六原               | ｜                                      | 481.1                                                                                        | 이사와군 가네가사키정     | 이사와군 가네가사키정   | |                 |
| 기타카미             | 北上               | ●                                       | 도호쿠 신칸센, 기타카미 선                                                                   | 487.5                     | 기타카미시              | 기타카미시                                                                                                  |                 |
| 무라사키노           | 村崎野             | ｜                                      |                                                                                              | 492.2                     | 기타카미시              | 기타카미시                                                                                                  |                 |
| 하나마키             | 花巻               | ●                                       | 가마이시 선                                                                                  | 500.0                     | 하나마키시              | 하나마키시                                                                                                  |                 |
| 하나마키쿠코         | 花巻空港           | ｜                                      |                                                                                              | 505.7                     | 하나마키시              | 하나마키시                                                                                                  |                 |
| 이시도리야           | 石鳥谷             | ｜                                      | 511.4                                                                                        |                           | 하나마키시              | 하나마키시                                                                                                  |                 |
| 히즈메               | 日詰               | ｜                                      | 516.8                                                                                        | 시와군 시와정             | 시와군 시와정           | |                 |
| 시와추오             | 紫波中央           | ｜                                      | 518.6                                                                                        | 시와군 시와정             | 시와군 시와정           | |                 |
| 후루다테             | 古館               | ｜                                      | 521.5                                                                                        | 시와군 시와정             | 시와군 시와정           | |                 |
| 야하바               | 矢幅               | ▲                                       | 525.1                                                                                        | 모리오카시                | 모리오카시              | |                 |
| 모리오카 화물 터미널 | 盛岡貨物ターミナル | ｜                                      | 528.8                                                                                        | 모리오카시                | 모리오카시              | |                 |
| 이와테이오카         | 岩手飯岡           | ｜                                      | 529.6                                                                                        | 모리오카시                | 모리오카시              | |                 |
| 센보쿠초             | 仙北町             | ▲                                       | 533.5                                                                                        | 모리오카시                | 모리오카시              | |                 |
| 모리오카             | 盛岡               | ●                                       | 도호쿠 신칸센, 야마다 선, 다자와코 선(아키타 신칸센) IGR 이와테 은하 철도 이와테 은하 철도선 | 모리오카시                | 모리오카시              | 535.3 |                 |

범례
●: 모든 열차가 정차 ▲: 일부 열차만 정차 ｜: 통과

### 리후 지선
| 역명     | 일본어 역명 | 접속 노선                 | 영업 거리 | 소재지   | 소재지   | 소재지     |
| -------- | ----------- | ------------------------- | --------- | -------- | -------- | ---------- |
| 이와키리 | 岩切        | 센다이 방면으로 직결 운행 | 0.0       | 미야기현 | 센다이시 | 미야기노구 |
| 신리후   | 新利府      |                           | 2.5       | 미야기현 | 미야기군 | 리후정     |
| 리후     | 利府        |                           | 4.2       | 미야기현 | 미야기군 | 리후정     |

## 같이 보기
- 게이힌 도호쿠 선
- 야마노테 선
- 사이쿄 선